# Lars Montén
Lars Montén, född 3 januari 1785 i Hesselby, Axbergs församling, Örebro kommun, Örebro län (Närke), död 8 april 1872 i Maria Magdalena församling i Stockholm, var en svensk grosshandlare, fabrikör (såpfabrikör) och kommunalpolitiker. Han var ägare av fabriksfirman Lars Montén & Co, tillverkare av såpa och stearinljus.
Stearinljusfabriken Clara Tekniska Fabrik ägdes av Lars Montén. Fabriken hade grundats 1843 av Lars Montén och John Johansson som landets andra stearinljusfabrik. Efter riksdagsbeslut 1862–1863 om att dra en sammanbindningsbana genom Stockholm väntade expropriationsdomar. Därför Montén flyttade sin verksamhet till Alvik i Bromma sedan han köpt in såväl Alviks som Äppelvikens gårdar. Här vid Mälarstranden uppförde han sin fabrik år 1864, men namnet Klara tekniska fabrik, även Clara stearinljusfabrik, behölls. Kontor och försäljningsbod fanns på Stora Nygatan 19 i Gamla stan, förbindelserna mellan Alvik och staden ordnades med eget ångfartyg. Efter Lars Monténs död 1872 övertogs fabriken av släktingar. I slutet av 1920-talet såldes Lars Monténs fabrik till Barnängens Tekniska Fabrik som då flyttade från Bondegatan till Alvik i Bromma.

## Firmaägare
Ägare till firman Lars Montén & Co var Carl Rosengrén (1857–1925) och Eric Bergstedt (1838–1911), vilka var systersonsöner till fabrikören Lars Montén, som 1823 grundat Sveriges första såpfabrik. Han drev fabriker för stearinljustillverkning i Alvik, Bromma, och var ägare till Ålstens gård i Bromma åren 1892–1905. De släktingar som efter hans död övertog firman tog namnet Bergstedt.

## Privilegium
Lars Montén erhöll privilegium på snus- och tobakstillverkning den 22 maj 1837, han drev stearinljustillverkning 1843–1859 tillsammans med J Johansson vid Clara Tekniska fabriker i Stockholm åren 1843–1863 och i firma Lars Montén i Alvik i Bromma från 1864. Han var ledamot av styrelsen för Stockholms borgarskola från 1844, skattmästare i Sällskapet för växelundervisningens befrämjande (från 1866 Sällskapet för folkundervisningens befrämjande) 1852–1867. Lars Montén förblev ogift och barnlös.

## Biografi

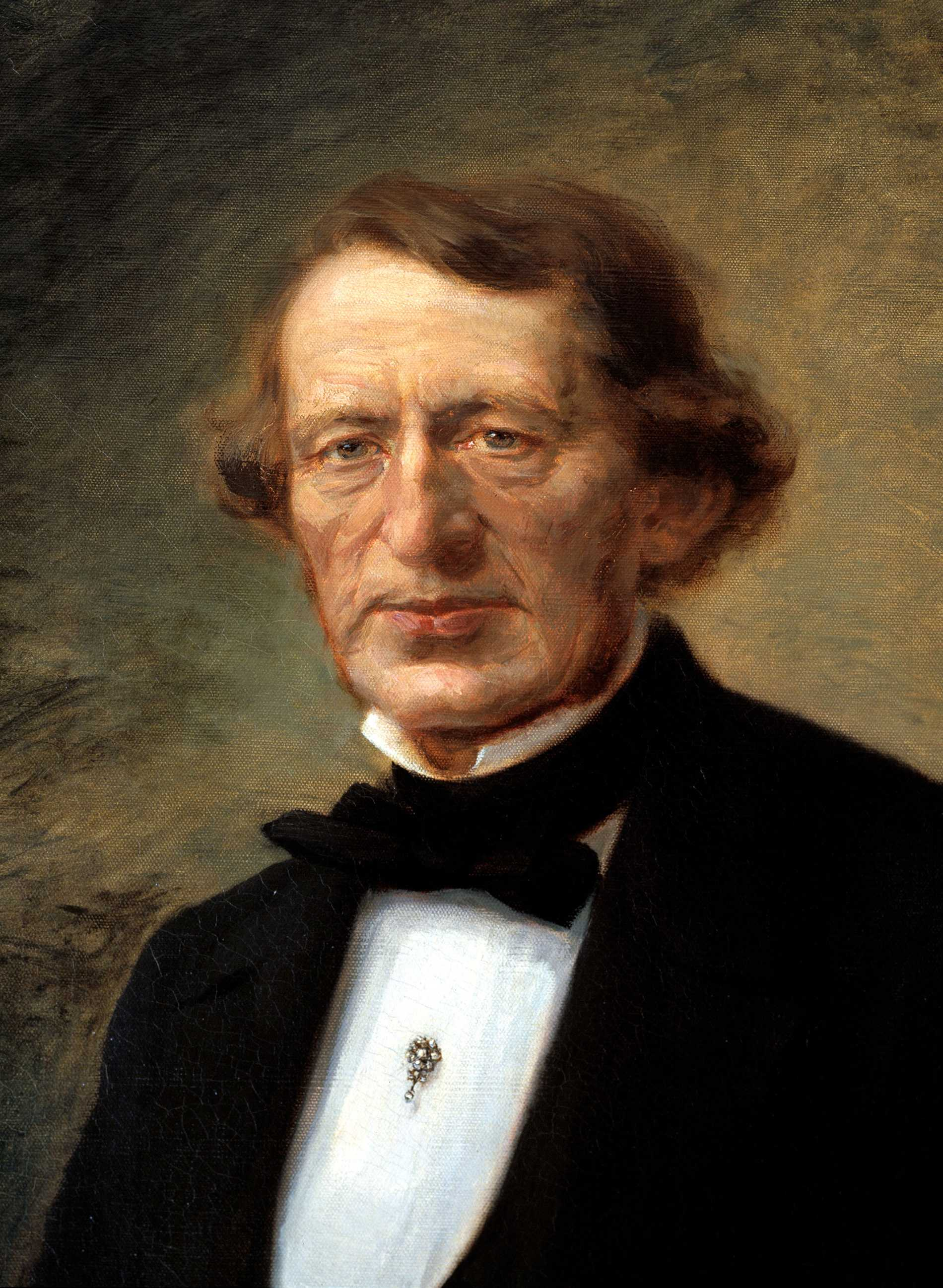
Lars Johan Hierta (1801-1872), tidningsman, bokförläggare, företagare och politiker.

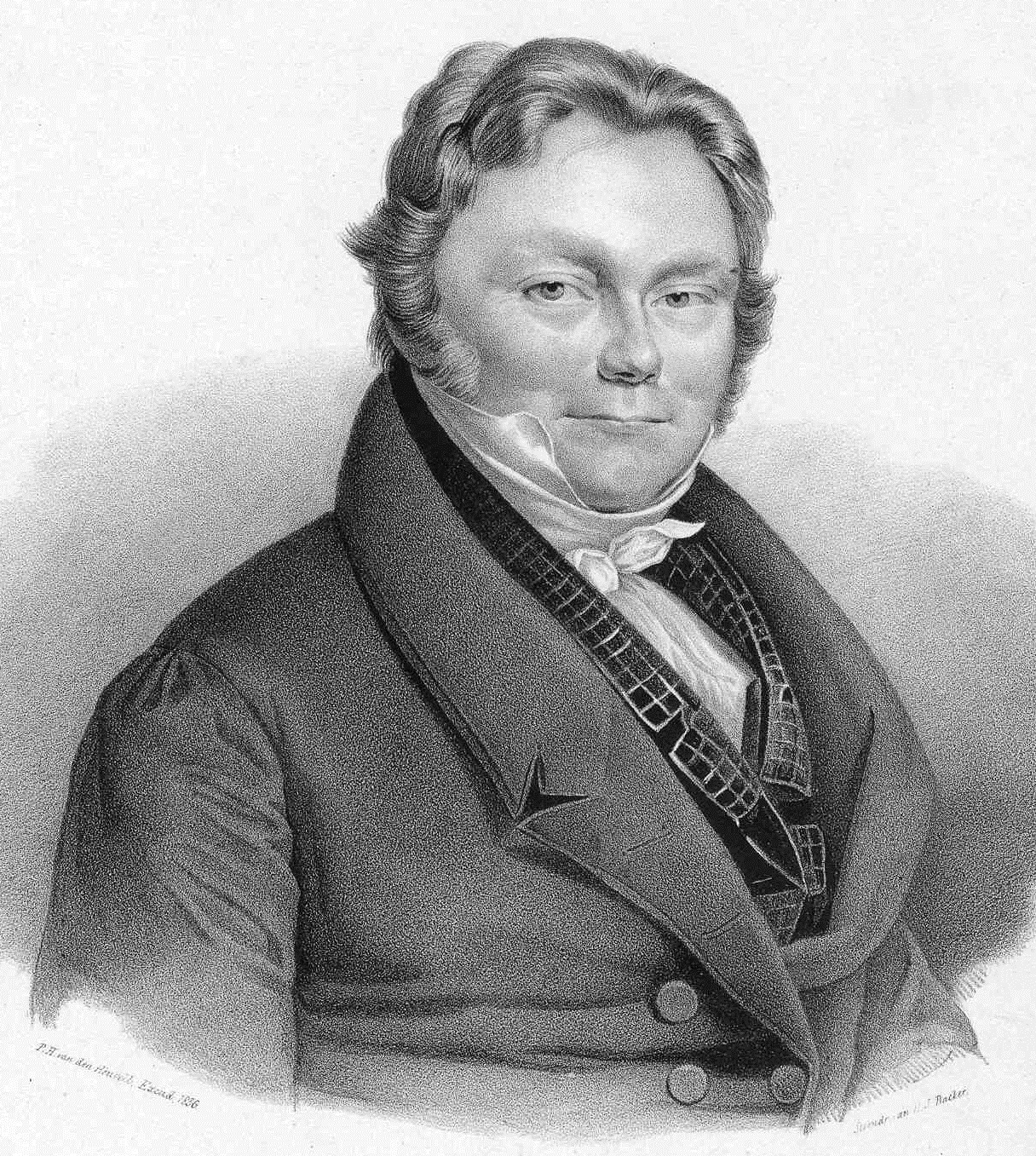
Jöns Jacob Berzelius (1779-1848), kemist, naturforskare.

Lars Montén var son till bonden Olof Pehrsson och Cherstin Larsdotter. Som 13-åring började Lars Montén började i Örebro trivialskola den 31 mars 1798 i den så kallade apologistklassen. Där var undervisningen till stor del inriktad mot handel. Han gick där i cirka två år, då han fick avbryta sin skolgång på grund av förhållanden på hemgården efter moderns död för att ägna sig åt jordbruksarbete. Han tog/fick namnet Montén när han började skolan i Örebro efter sin morbror Anders Montén. 1808 utskrevs han för Västra Armén till Norge där han blev underofficer. Därefter lämnade han armén.

### 1810-talet
Bryggerilärling
Lars Montén var bryggarlärling i Stockholm 1810–1812, kontorsbetjänt och handelsbokhållare hos grosshandlare C J Ekerman 1812-1822, han fick burskap som grosshandlare i Stockholm den 22 december 1810 och anlade såpfabrik i Gamla stan 1823. Montén var ledamot av Sällskapet för nyttiga kunskapers spridande 1836. 1834, ledamot av styrelsen för Sällskapet för inrättande av småbarnsskolor i huvudstaden
Lars Montén flyttade hösten 1810 till Stockholm, där han anställdes som bryggerilärling eller bryggeribokhållare hos bryggare Carl J. Frisk i Carl J Frisk Anderssons bryggeri i Stockholm, beläget mellan nuvarande Humlegårdsgatan och Linnégatan. Ett par år senare började Montén hos grosshandlare Carl Johan Ekerman (1778-1845), som från 1829 var ägare till Ekermanska malmgården vid Tantoområdet på Södermalm i Stockholm och bror till Carl Fredrik Ekerman, där han stannade i tio år. I december 1822 beviljades han burskap som grosshandlare hos Handelskollegiet i Stockholm som grosshandlare i staden.

### 1820-talet
Första fabriken

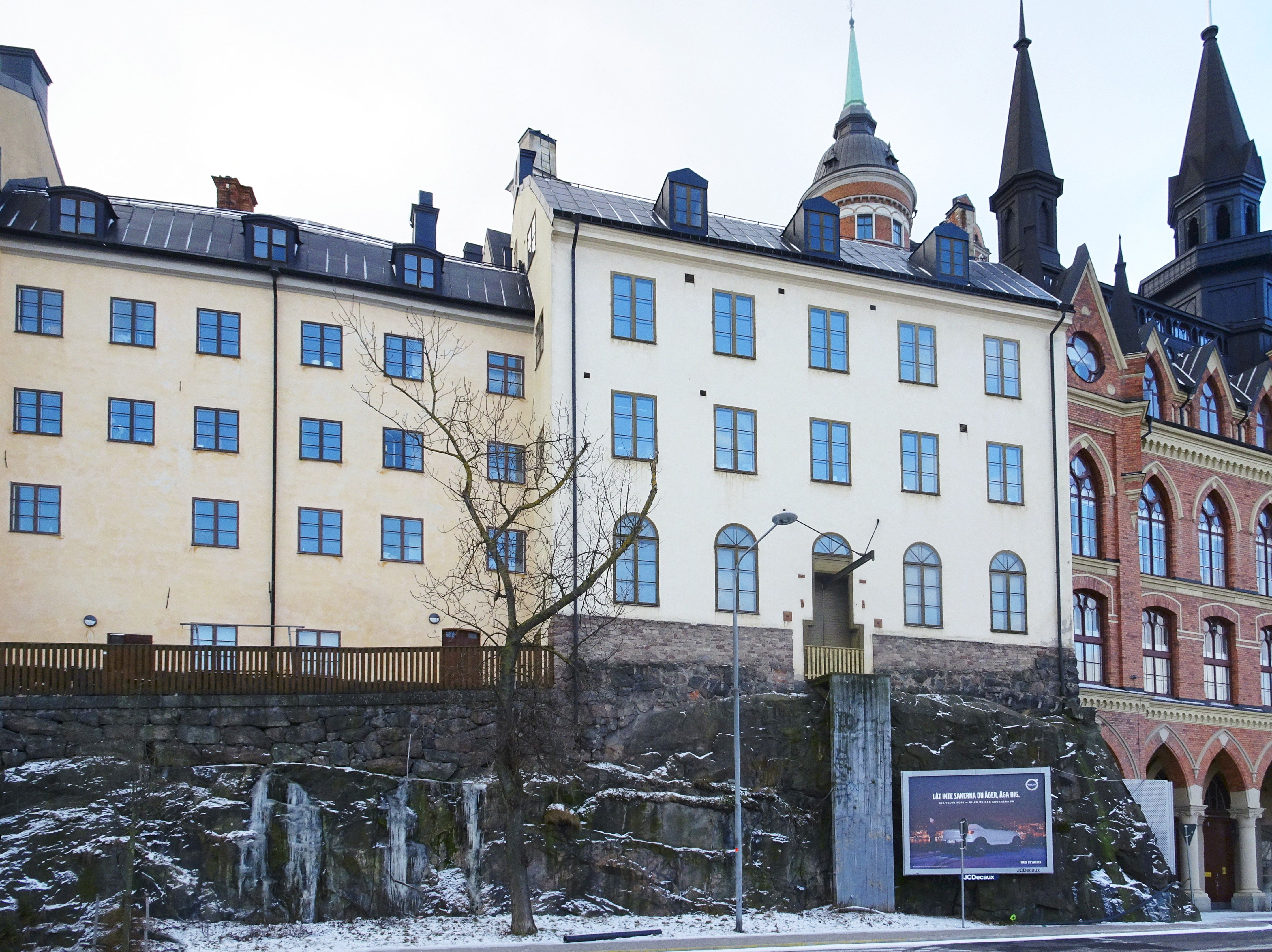
Första fabriken vid Söder Mälarstrand på Södermalm (huset med lastbommen).

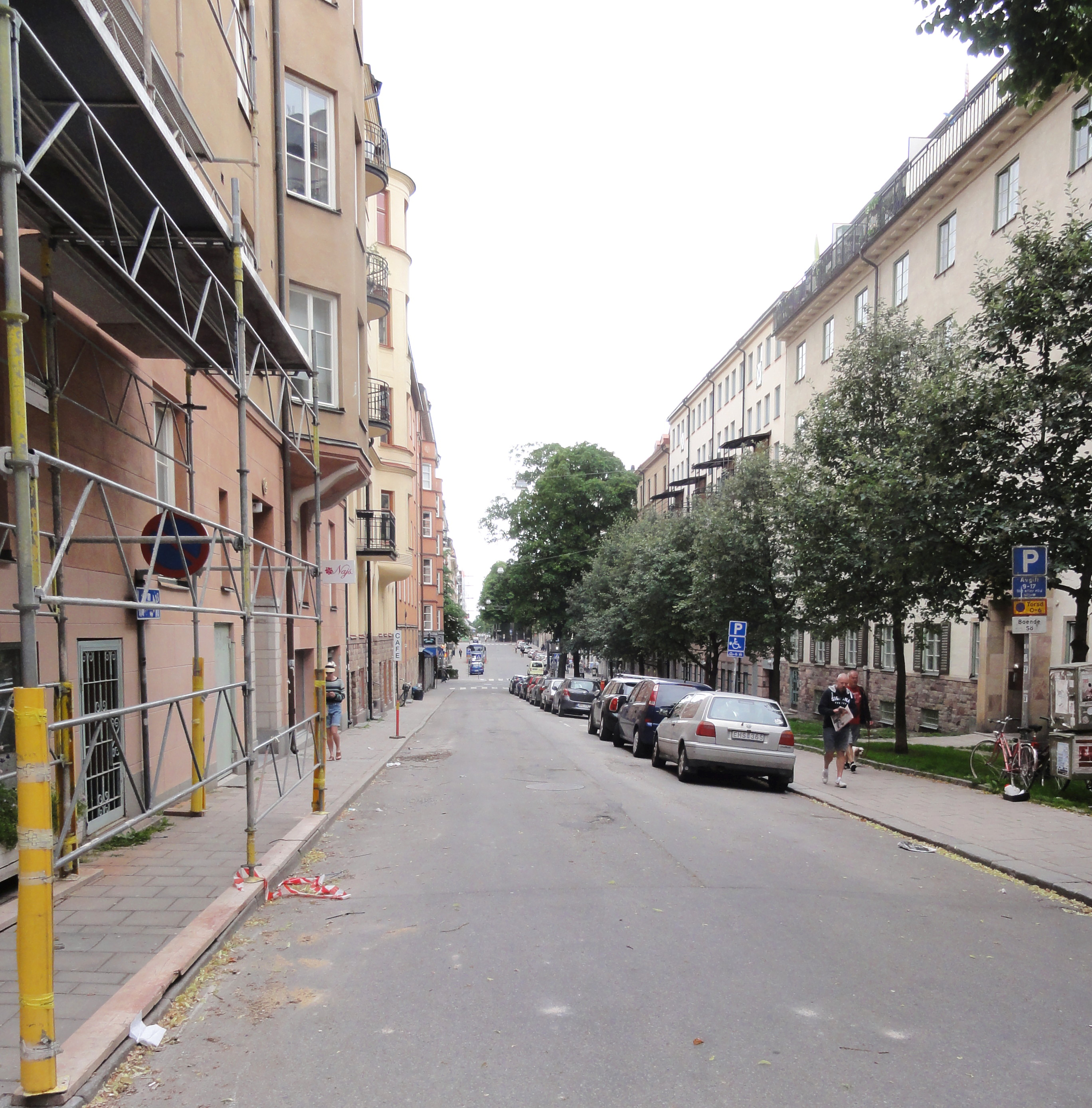
Lars Montén ägde bland annat fastigheten på Wollmar Yxkullsgatan 3 på Södermalm. Huset har ljusbeige fasadfärg och hög stensockel och syns till vänster på bilden.

Året därpå, 1823, anlade Lars Montén den första fabriken i Sverige för tillverkning av såpa tillsammans med Jacob Berzelius i kvarteret Lappskon större mellan dagens Pryssgränd och Söder Mälarstrand på Södermalm i Stockholm. Vid denna första fabrik vid Söder Mälarstrand syns fortfarande lastbommen över dörren, vilket indikerar att det en gång i tiden användes för inlastning av varor. Den första fabriken, som låg där Pryssgränd i öster möter Bastugatan, flyttades sedan till Sankt Paulsgatan 29 vid Mariatorget och innefattade även tillverkning av tvål. Populärt kallas huset vid Sankt Paulsgatan 29 för Tvålpalatset, där byggde omkring 60 år senare Lars Monténs arvingar det Monténska huset på 1880-talet. 1823 började han i mycket liten omfattning driva såptillverkning i egen firma, F:a Montén med kontor och bod i kvarteret Typhon på Stora Nygatan nr 19 i Gamla stan, mellan Västerlånggatan och Stora Nygatan i Stockholm. 
Produktionen omfattade första året 25 fjärdingar såpa med ett tillverkningsvärde av 200 riksdaler. Efter tjugo år (1842) belade Montén med en tillverkning av 4005 fjärdingar såpa till ett värde av 28.000 riksdaler den främsta platsen bland Stockholms såpatillverkare. Efter ytterligare tjugo år (1863) nådde Monténs fabrikation sin kulmen med 20.000 fjärdingar och ett tillverkningsvärde på 260.000 riksdaler.

### 1830-talet
Efter nära tio år, år 1832, förvärvade Montén fastigheten Dragen 2 vid Wollmar Yxkullsgatan 3 på Södermalm. Lars Montén bodde själv bland annat på Wollmar Yxkullsgatan 3 och hade flera fastigheter på den gatan. Efter ytterligare tio år var Montén den största tillverkaren av såpa i Stockholm. Det var då han började studera kemi för Jöns Jacob Berzelius (1749-1848).
År 1837 hade industri- och tidningsmannen Lars Johan Hierta rest till London, där han för första gången såg ljus av stearin. Åter i Sverige tog han kontakt med Johan Michaëlson, en ung kemist vid Kungliga Tekniska högskolan, som just intresserade sig för separation av fetter. Hierta bekostade inköp av utrustning så att Michaëlson kunde arbeta i större skala. År 1838 ställdes maskinen upp i en byggnad vid Liljeholmen, strax utanför Södermalm i Stockholm, och man påbörjade utprovning av tillverkningen. Under 1839 kom man igång på allvar, och så i september upprättade Hierta och Michaëlson ett bolagskontrakt. De tillverkade ljusen såldes i förpackningar om ett skålpund (435 g). Ljusens storlek varierade dock och därmed antalet per förpackning. Verksamheten gick under flera år med förlust. Svenskarna måste övertygas om att stearinljus faktiskt var lika bra som vaxljus och långt överlägsna talgdankarna. Dessutom var ljus över huvud taget något av en lyxvara. Priset var högt även på stearinljusen.
Lars Johan Hierta, som var tidningsman, bokförläggare, företagare och politiker, grundade bland annat Hiertas bokförlag 1829, Aftonbladet 1830 och Liljeholmens Stearinfabriks AB 1839. 1847 hade det rentav varit fråga om försäljning av Liljeholmsfabriken, vars tekniske chef Johan Michaëlson i ett brev av den 15 oktober samma år skrev att Montén "genom sina många relationer i landsorten och sin vidlyftiga såphandel småningom tager loven av oss". Denna affär kom dock aldrig till stånd, då Montén vägrade betala vad ägarna till Liljeholmsfabriken ansåg vara skäligt.

### 1840-talet

#### Start av stearinfabriken Clara Tekniska fabrik
År 1843, anlade Lars Montén tillsammans med John J. Johansson en stearinfabrik, Clara Tekniska fabrik, som var belägen på den tomt som nu är Stockholms centralstation. Det var den andra stearinljusfabriken i Sverige. Liljeholmens Stearinfabriks AB var den första och den hade grundats 1839. På den plats där Centralstation i Stockholm nu ligger låg tidigare således tidigare Lars Montén & Co:s stearinljusfabrik. Stationshuset vid Stockholms centralstation byggdes 1867–1871 och invigdes 17 juli 1871 samtidigt med sammanbindningsbanan. Fabriken låg i Klarakvarteren vid Klara Bergsgränd 43 och den hette då Clara Tekniska Fabrik och ägdes av Lars Montén, som då var fabrikör och grosshandlare. Efter riksdagsbeslut 1862-1863 om att dra en Sammanbindningsbana genom Stockholm väntade expropriationsdomar och Montén flyttade därför verksamheten till Alvik i Bromma, där han år 1864 köpte både Alviks och Äppelvikens gårdar med tillhörande markområden.
Tillsammans med John J. Johansson ledde han Clara Tekniska fabrik, som låg vid Klara Bergsgränd ("S:t Claræ Bergs-Gränden"). I 1885 års karta över Stockholm heter gatan slutligen Klarabergsgatan, och den kan ha fått sitt namn av det berg som låg väster om Klara kyrka. En del av detta berg fanns kvar under Kirsteinska huset, där senare det äldsta Hotel Continental byggdes 1881-1883 på den tomten. En annan del av berget syns fortfarande i sockeln av Klara gamla skola kvar på kyrkogården. Det nuvarande Hotel Continental är det tredje på samma plats. Det första hotellet inrymdes i Kirsteinska huset, som var byggt i slutet på 1700-talet. Det ersattes efter Norrmalmsregleringen 1962 av ett nybygge, det var Hotel Continental (1963), som i sin tur revs under år 2013. Fabriken vid Klara Bergsgränd var mycket framgångsrik inom tillverkningen av stearinljus. Vid denna tid, på 1840-talet, hade Monténs fabrik fem gånger större omsättning än Liljeholmens Stearinfabriks AB, som hade grundats i Stockholm 1839, och som var inriktat på tillverkning av stearinljus.
Vid 1840-talets början hade Montén på egen hand börjat studera kemi, varvid han kom i kontakt med Jöns Jacob Berzelius, som undervisade honom i ämnet och även blev hans personlige vän.
Ungefär vid samma tid bekantade sig Montén med den självlärde stearinljusfabrikören Johan Johanssons (1817-1859) bekantskap och han började intressera sig för dennes tillverkning. År 1844 vann Johansson burskap som ljusfabrikör och tillsammans med Montén ledde han ljustillverkningen i Clara Tekniska fabrik. Möjligen hade Montén haft sitt finger med som finansiär. Lika framgångsrik som han var vad såptillverkningen beträffar, lika lyckosam var Clara Tekniska fabrik när det gällde stearinljusfabrikationen.

### 1850-talet
Vid 1850-talets mitt hade Johansson och Montén tagit en klar ledning framför konkurrenterna Lars Johan Hierta och kemiadjunkten Johan Michaëlson vid Liljeholmens fabrik och kunde redovisa ett tillverkningsvärde på 126 000 riksdaler mot 26 000 riksdaler för de sistnämnda.
Tillsammans med Hylin & Co Fabriks AB blev firma Lars Montén landets största tillverkare av tvål och såpa. Sammantaget med Liljeholmens Stearinfabrik uppgick värdet av tillverkningen per år fram till 1860-talet till mellan 0,8 och 0,9 miljoner kronor av 1,3 och 1,4 för landet som helhet. 1875 svarade de två förstnämnda firmorna för något mer än hälften av såp- och tvåltillverkningen i riket.

### 1860-talet
I början av 1860-talet hade Monténs förmögenhet växt så att han till sina båda egendomar vid Wollmar Yxkullsgatan på Södermalm kunde lägga ytterligare fem fastigheter: Daedalus 3 och Iphigenia 4 i Gamla stan och Lappskon större 3 samt Vattumannen 2 och Vattumannen 4 på Södermalm, vilka i Monténs bouppteckning upptogs till ett sammanlagt värde av 250 000 riksdaler.

#### Lars Montén ensam ägare av Clara Tekniska fabrik

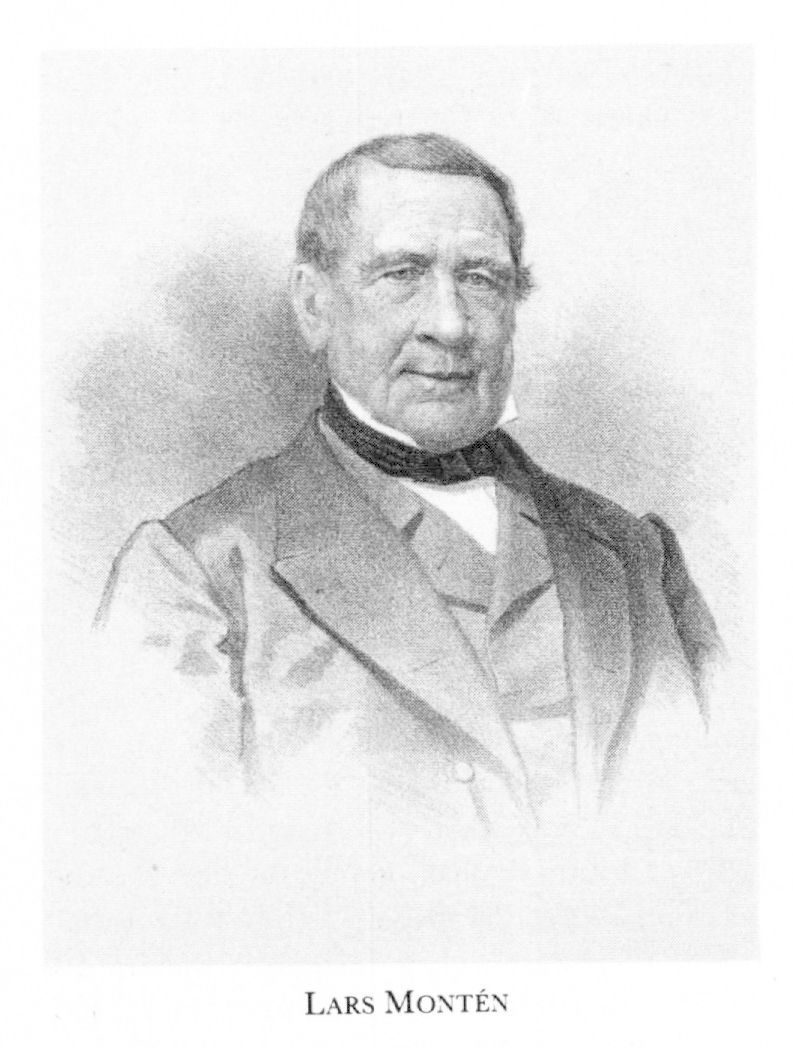
Lars Montén.

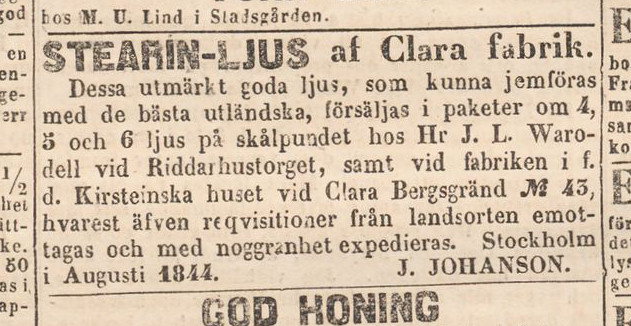
Annons för stearinljus från Clara fabrik, augusti 1844.

Johan Johansson avled i maj 1859, och Lars Montén övertog omedelbart driften och blev ensam ägare av Clara Tekniska fabrik vid Klara Bergsgränd 43 i Kirsensteinska trädgården i Klara församling. Tillverkningen kom dock inte att fortgå på denna plats länge till. I och med att riksdagen 1862-1863 hade fattat beslut om en sammanbindningsbana genom Stockholm, hade ett förslag lagts om en centralstationsanläggning på tomten vid Klara sjö. Expropriationsdomar var att vänta, och Clara Tekniska fabrik saknade i centrala staden all möjlighet till den expansion som krävdes med anledning av försäljningens kraftiga ökning under 1860-talets första år och fabrikens utökade maskinpark (två ångmaskiner, tre hydrauliska pressar och en filterapparat 1863). På 1860-talet förvärvade Lars Montén således egendomarna Lappskon större på Mariaberget vid söder Mälarstrand samt Vattumannen 2 och Vattumannen 4 vid Wollmar Yxkullsgatan och Sankt Paulsgatan i Maria Magdalena församling på Södermalm, likaså kvarteret Daelenius 3 och Iphigenia 4 i Gamla Stan. År 1864 köpte han även de båda gårdarna Alviks gård och Äppelvikens gård i Bromma.

## Den första industrin som kom till Bromma

### Köp av Alviks och Äppelvikens gårdar i Bromma 1864

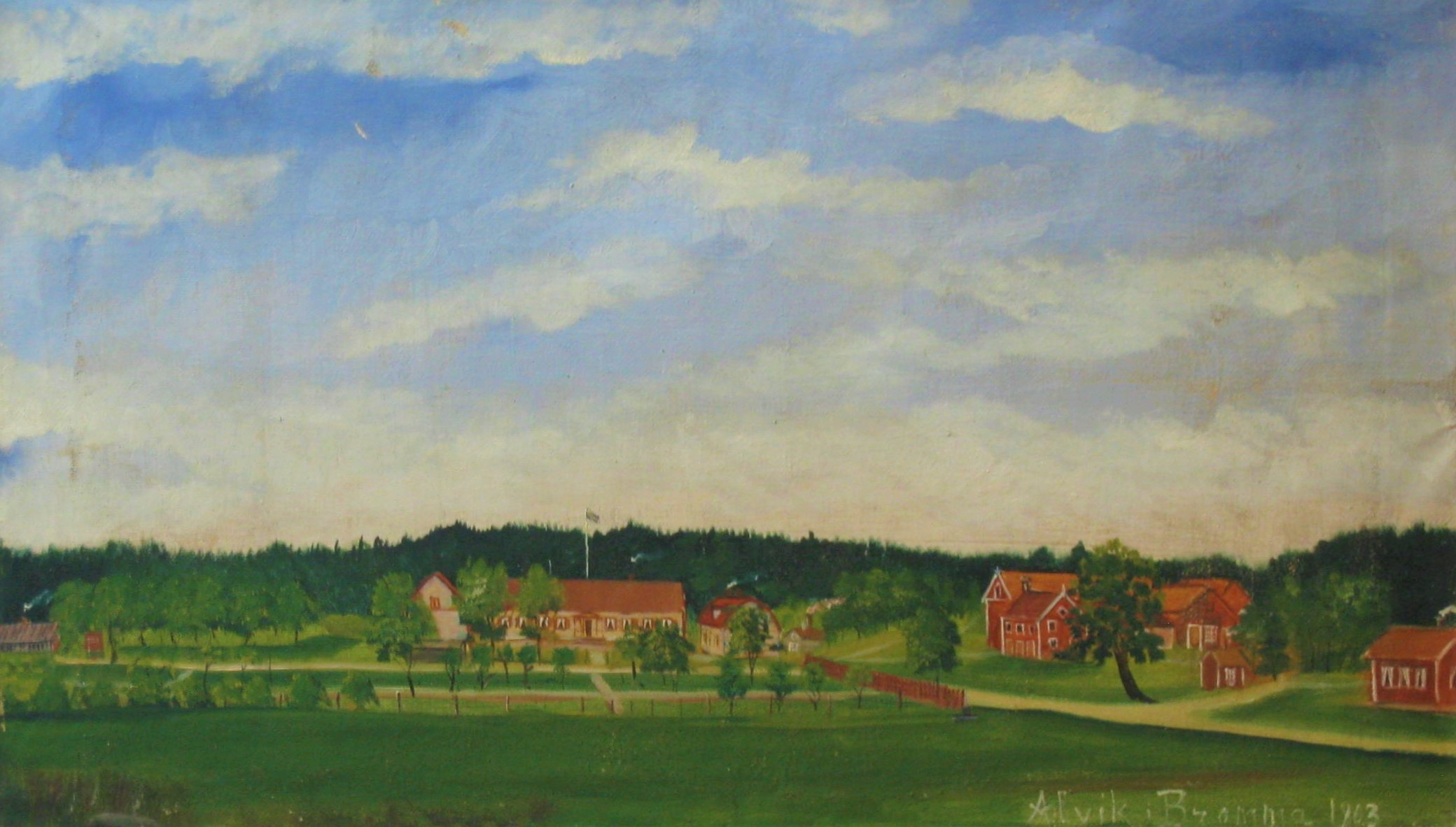
Alviks gård på en oljemålning från 1903.

1864 köpte Lars Montén såväl Alviks som Äppelvikens gårdar i Bromma.

### Monténs stearinljusfabrik blir Barnängen
Lars Montén byggde således den fabrik för stearinljus - senare även tvål och såpa - som senare, från 1930, gick under namnet Barnängens Tekniska Fabrik. Barnängens Tekniska Fabrik var ett svenskt kemi-tekniskt företag, som främst var känt för sina tvålar, som började tillverkas 1868. År 1929 köpte Barnängens Tekniska Fabrik Lars Monténs ljusfabrik i Alvik, där Monténs fabrik låg sedan 1864. Verksamheten vid Barnängens Tekniska Fabrik flyttades 1930 från Södermalm till en nybyggd modern fabrik i Alvik dit även produktionen vid Liljeholmens Stearinfabriks AB flyttades. Barnängen Tekniska Fabrik köptes 1928 upp av ett konsortium tillsammans med Tomtens tekniska fabrik och AB Eneroth & co. i Göteborg. Byggnaden var från 1864 Lars Monténs stearinljusfabrik och från 1929 Barnängens Tekniska Fabrik fram till 1970-talet. På 1980-talet byggdes huset om och 2011 startade kontorshotellet.
Varumärket Barnängen har fortfarande en stark ställning på den svenska marknaden för fasta tvålar. Monténs fabrik fabricerade upp till 500 ton stearinljus om året med hjälp av ett 40-tal anställda, mest dalmasar och dalkullor. Fram till 1890-talet fick stearinljusfabriken en stor del av sin arbetskraft från Dalarna. Dalkullor vandrade från Dalarna till Stockholm för att arbeta på vår och höst, då det var ont om sysselsättning hemma. Sju dagar tog vandringen, men de fick bra betalt, när de kom fram, 1,10 kr/dag.

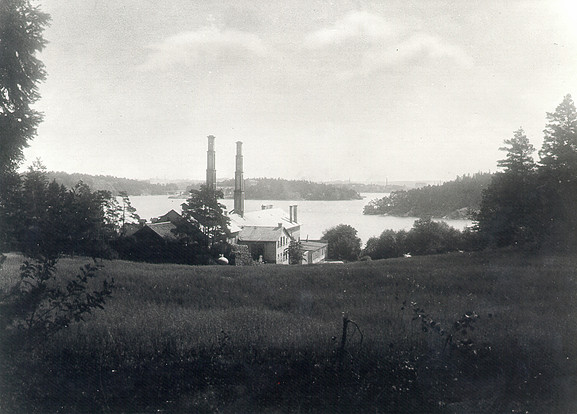
Lars Monténs Fabriker, stearinljusfabriken, en stor röd byggnad vid Alviks Strand, (1927).
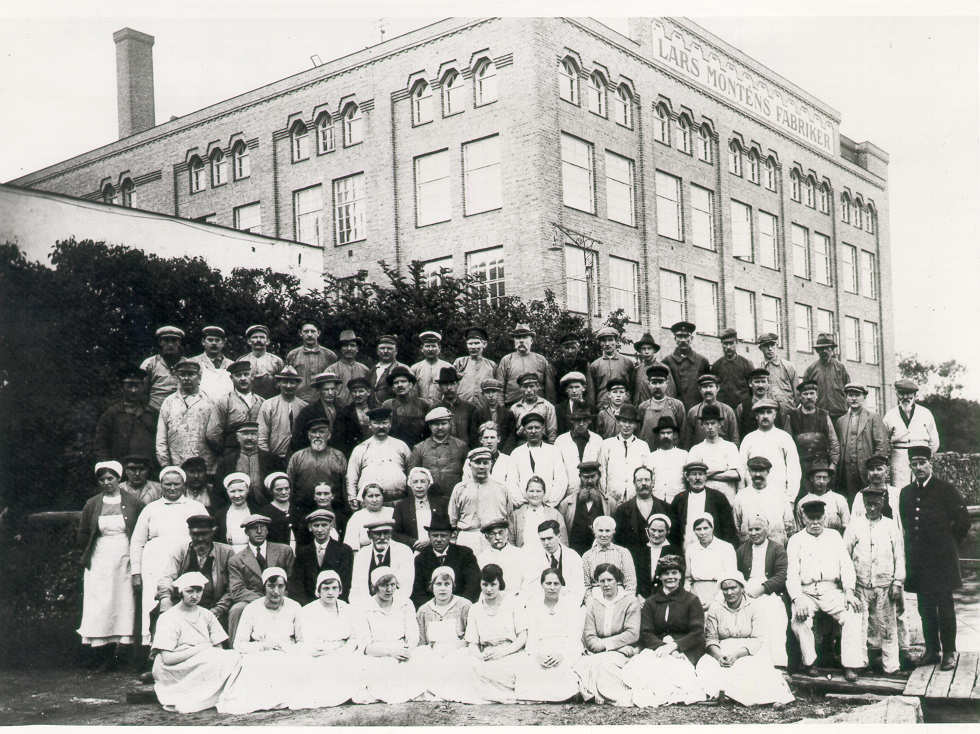
Lars Monténs Fabriker, arbetsstyrkan vid stearinljusfabriken, (1915-1929).
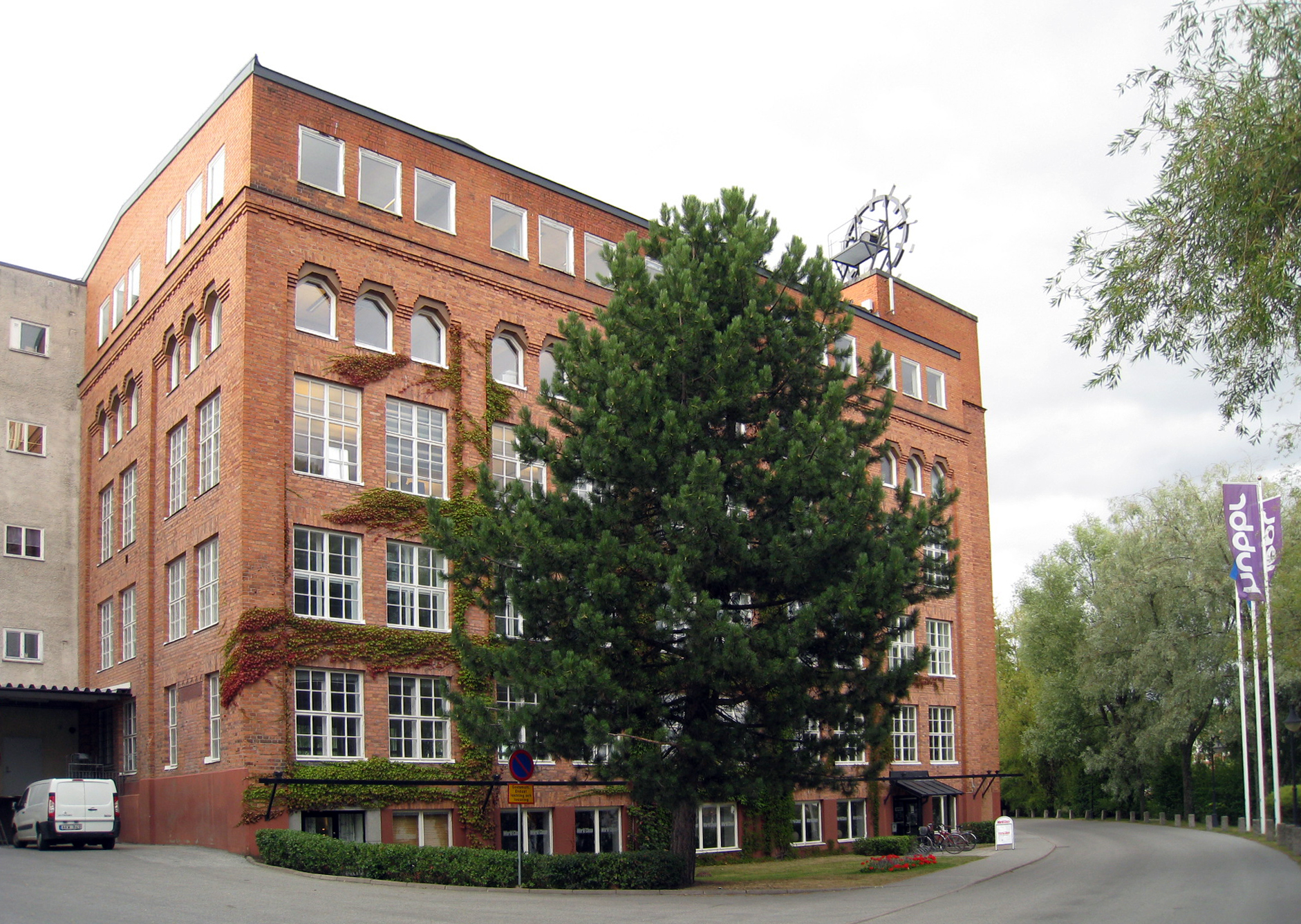
Alviks Strand Kontorshotell, Gustavslundsvägen 143, (2016).
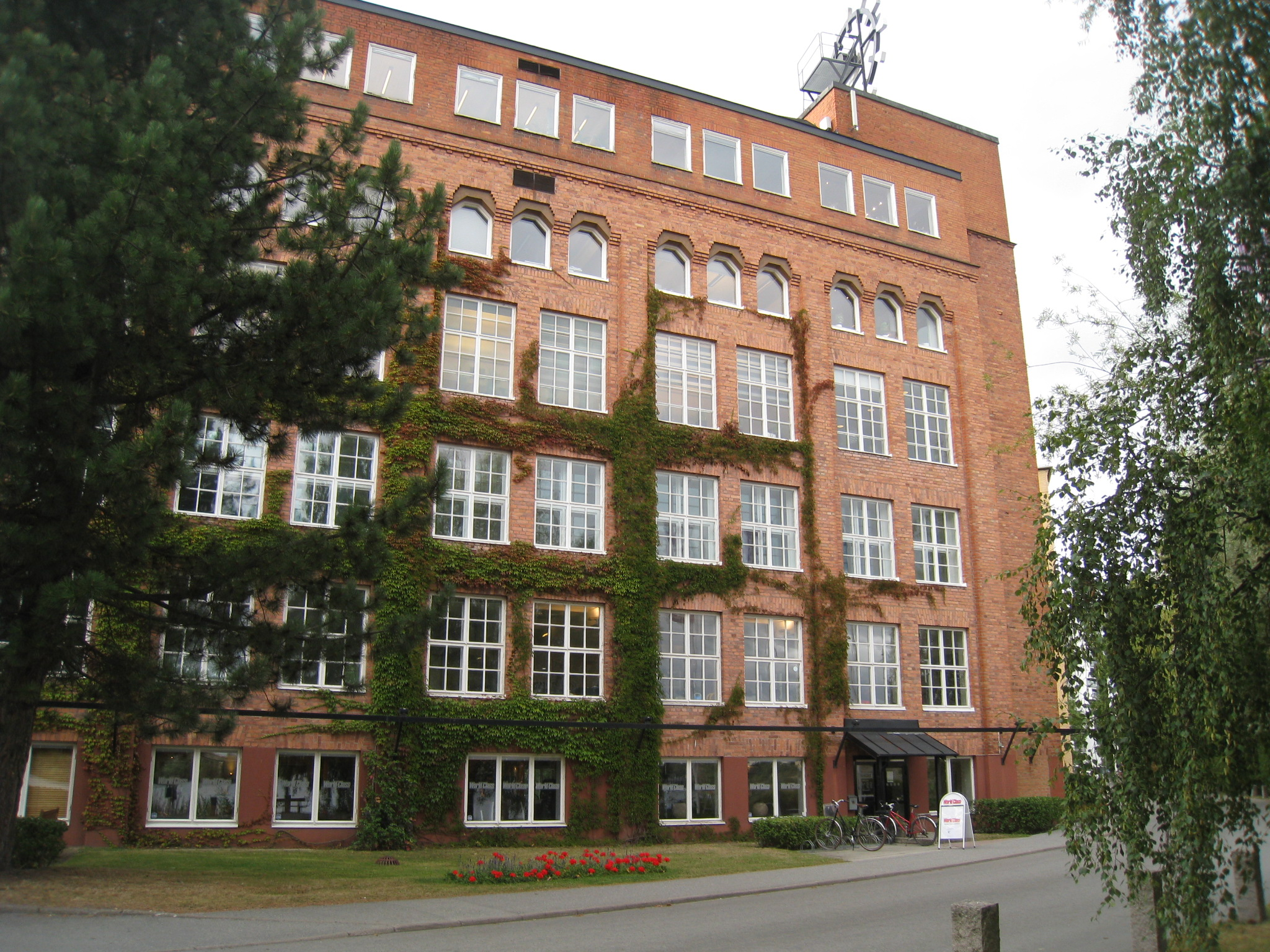
Alviks Strand Kontorshotell, Gustavslundsvägen 143, (2016).

### Tunnbinderiet och Shantungskolan

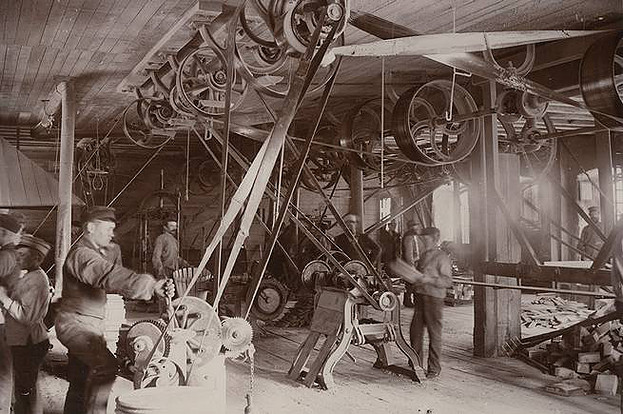
Interiör från Monténs tunnbinderi i Alvik, som hade sin verksamhet åren 1881-1936. Tunnbindare var en hantverkare som tillverkade trätunnor och andra laggkärl. Denna typ av kärl var länge väsentliga för både handel och hushåll, då man inte hade andra typer av förvaringsmöjligheter för föremål och livsmedel.

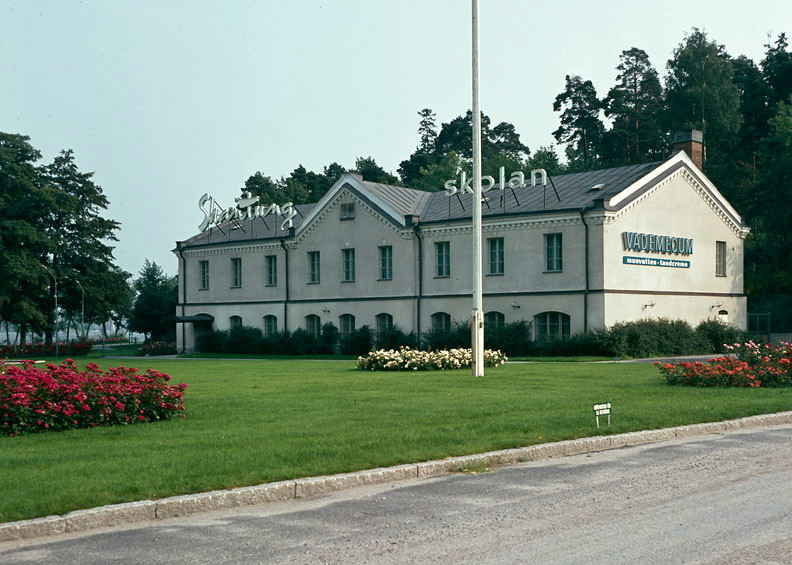
Skönhetsinstitutet Shantungskolan vid Alvik. Foto från 1965.

Lars Montén lät bygga ytterligare ett hus på sina marker vid Alviks strand. Barnängenområdet sträckte sig ända bort till skogen. Ett tunnbinderi, som också hörde till Barnängens fabriker, tillkom 1881. På denna plats låg fram till mitten av 1800-talet ett brännvinsbränneri. Tunnbinderiet var en mindre byggnad utefter nuvarande Gustavslundsvägen, detta hus användes som tunnbinderi åren 1882-1936. Där tillverkades bland annat laggkärl för tvål- och såpfabrikens produkter, till exempel trätunnor, kar, baljor, stop och stånkor, fat, smördrittlar, ett äldre rymdmått (och namnet på laggkärlet) för smör, snuskaggar (liten trätunna) och snusaskar. Verksamheten med tunnbinderiet pågick fram till 1936. År 1963 flyttade skönhetsinstitutet Shantungskolan in i det gamla tunnbinderiets ombyggda hus. Shantungskolan hörde också till Barnängens Tekniska Fabrik. Shantungskolans hus revs 1978.
Den enda Barnängenbyggnad, som finns kvar idag i Alviks Strand, är den stora röda tegelbyggnaden, som tidigare var fabrikslokal, men som nu inrymmer kontor och som på ett fint sätt smälter in i den nya bebyggelsen.
Ovanför Alviks gamla industriområde och gränsande till Äppelviken började ett villaområde att uppföras under 1910-talet. Nu har man byggt både Alviks Strand och Alviks torg på Monténs gamla mark. 1988 blev Alviks Strands kontorskomplex blev färdigt. Det byggdes på Barnängens fabriksområde, som faktiskt sträckte sig ända till Gustavslundsvägen. Alviks torg invigdes 1998 och Bromma fick ett centrum med småstadsatmosfär. Alviks Torn, som byggdes 2014-2015, ligger precis på den plats där först ett brännvinsbränneri låg, sedan tunnbinderiet och Shantungskolan.

### Alviks gård och Äppelvikens gård såldes till staden 1908
De båda gårdarna, Alviks gård och Äppelvikens gård, ärvdes 1872 av Monténs båda systersonsöner – kusinerna Carl Bergstedt och Eric Bergstedt. Carl använde under lång tid Alviks mangårdsbyggnad som sommarnöje. Han lät bygga nya ekonomibyggnader, stallar och ladugård på tomterna för Runda vägen nr 1-3-4-5 och 6. Det fanns betydande marker för åker och äng från mälarstranden vid Äppelviken upp mot Västerledstorget och vidare mot Alviksplan. 1908 såldes största delen av Alviks säteri till Stockholms stad. Undantagna var fabrikstomten vid stranden och mangårdsbyggnaden.

## Industriell utflyttning

Förbindelserna mellan Alvik och Stockholm underhölls med eget ångfartyg.

Tillverkningen i fabriken i Alvik inriktades så gott som uteslutande koncentrerades på stearinljus. Detta är ett av de tidigaste exemplen på industriell utflyttning från Stockholms innerstad. Förbindelserna mellan Alvik och Stockholm underhölls med eget ångfartyg. År 1867 hade bryggaren och destillatorn Lars Fredrik Blackstadius sålt Äppelvikens gård och till Lars Montén, som då var ljusfabrikör i Alvik. Lars Fredrik Blackstadius var bror till konstnären Johan Zacharias Blackstadius, som år 1856 har målat en tavla som föreställer Äppelvikens gård och som nu finns på Stockholms stadsmuseum.
Tillverkningen av såpa stannade tills vidare på Sankt Paulsgatan 29 på Södermalm. Fabriken innefattade även ett omfattande tunnbinderi, som inte bara levererade tomkärl för egna behov, utan också "snusfjerdingar och smördrittlar till försäljning".

## Lars Montén avlider 1872
1872 avled Lars Montén i sin bostad på Wollmar Yxkullsgatan 3. "Lars var en dugande och redlig affärsman och utövade en storartad välgörenhet. Han erhöll såväl Serafimermedaljen som Nordstjärneorden." Från 1872 var Carl Bergstedt delägare i firman Lars Montén. På sin tid hade Carl Bergstedt varit ledare av Direktionen för Stockholms stads Brandförsäkringskontor och deputerad i Grosshandlaresocieteten och han var en av Borgerskapets 50 äldste.
Montén var även en generös donator som inte glömde sin hembygd. Han skänkte stora summor till sina fattiga släktingar i socknarna runt Axberg i Örebro län i Närke. Enligt "Axberg socken" utgiven av Axberg-Hovsta Hembygdsförening skänkte han, år 1845, böcker till blivande folkskolan (se info om detta i brev från Per Pettersson f. 1799, som var elev i denna skola), år 1850, böcker till sockenbiblioteket och därefter en orgel till skolan i Nävesta.
Även Alviksskolan i Bromma har fått tomten skänkt av Montén. Han efterlämnade 812.234 riksdaler, varav fastigheterna i Gamla stan och på Södermalm upptogs till 250.000 riksdaler och Alviksanläggningen till 349.999 riksdaler, vilket var en synnerligen ansenlig förmögenhet på sin tid. Lars Montén dog ogift och barnlös. Stora summor testamenterades till syskonbarn, syskonbarnbarn, trotjänare samt till välgörande ändamål.
Fabriken liksom diverse fastigheter i Stockholm ärvdes av kusinerna Eric Bergstedt och Carl Bergstedt samt av deras kusins, Thekla Amalia Rosengréns, son Carl Rosengrén. I sitt testamente förordnar Lars Montén att firman inte må skingras eller säljas av universalarvingarna. Fastigheten på Mariaberget, Lappskon, försäljes 1882 av fabrikören Carl Bergstedt samt grosshandlarna Eric Bergstedt och Carl Rosengrén till Stockholms stad för en köpeskilling av 136.000 kronor. 1888-1889 byggs det Monténska huset på Sankt Paulsgatan 29 av arvingarna. Arkitekt var Bror Albert Siösteen (Gubben Albert) (1853-1945).

Lars Montén efterlämnade vid sin död en behållen förmögenhet på 812.234 riksdaler, varav Alviksanläggningen värderades till 349.944 riksdaler. Enligt Montén testamente skulle 6.000 riksdaler överlämnas till Borgerskapets gubbhus i Stockholm och räntan av 2.000 riksdaler användas till pensioner åt förtjänta lärarinnor vid deras avgång från Sällskapet för inrättande av småbarnsskolor i huvudstaden. Efter Monténs testamentariska önskemål övertogs fabriken av släktingar, och Firma Lars Montén såldes 1929 till AB Kema (nuvarande KemaNobel AB), varvid ljustillverkningen helt överfördes till Liljeholmens Stearinfabriks AB, medan den ursprungliga såpfabrikationen koncentrerades till Alvik, Alviksanläggningen.

## Monténska huset
Efter Lars Monténs död 1872 uppförde arvingarna under åren 1887-1889 det Monténska huset på Sankt Paulsgatan 29 vid Mariatorget på Södermalm i Stockholm. Huset byggdes efter ritningar av arkitekten Albert Siösteen (Gubben Albert) (1853-1945). Byggherre var fabriksfirman Lars Montén & Co. En såpfabrik fanns redan på gården då flerfamiljshuset vid Sankt Paulsgatan uppfördes. Bilderna av Monténska huset nedan visar fasaden mot gatan vid Sankt Paulsgatan 29 vid Mariatorget. Huset är sedan 2006 skyddat som byggnadsminne.

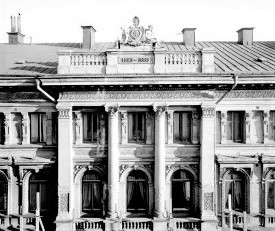
Monténska huset, 1959.
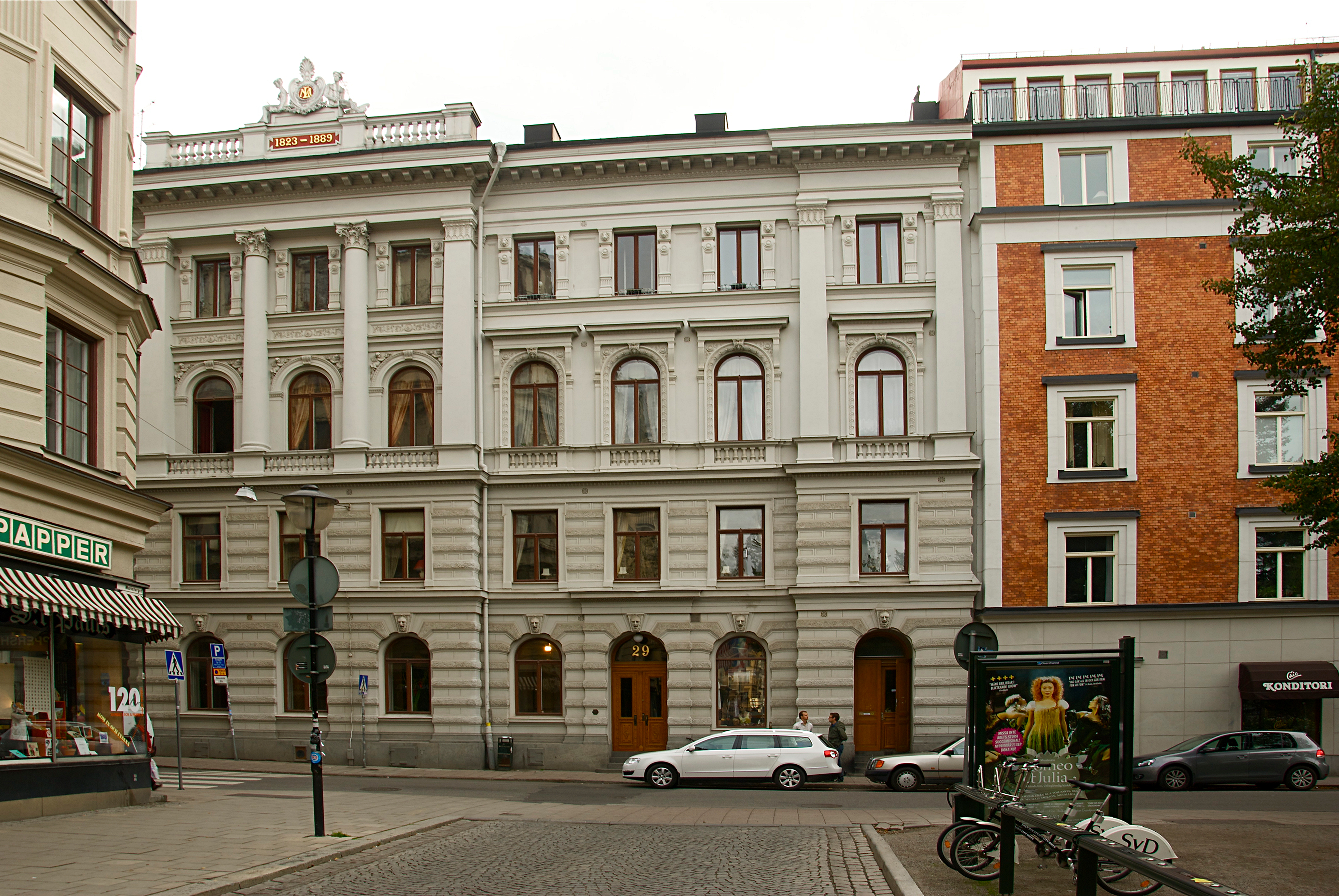
Monténska huset, 2011.
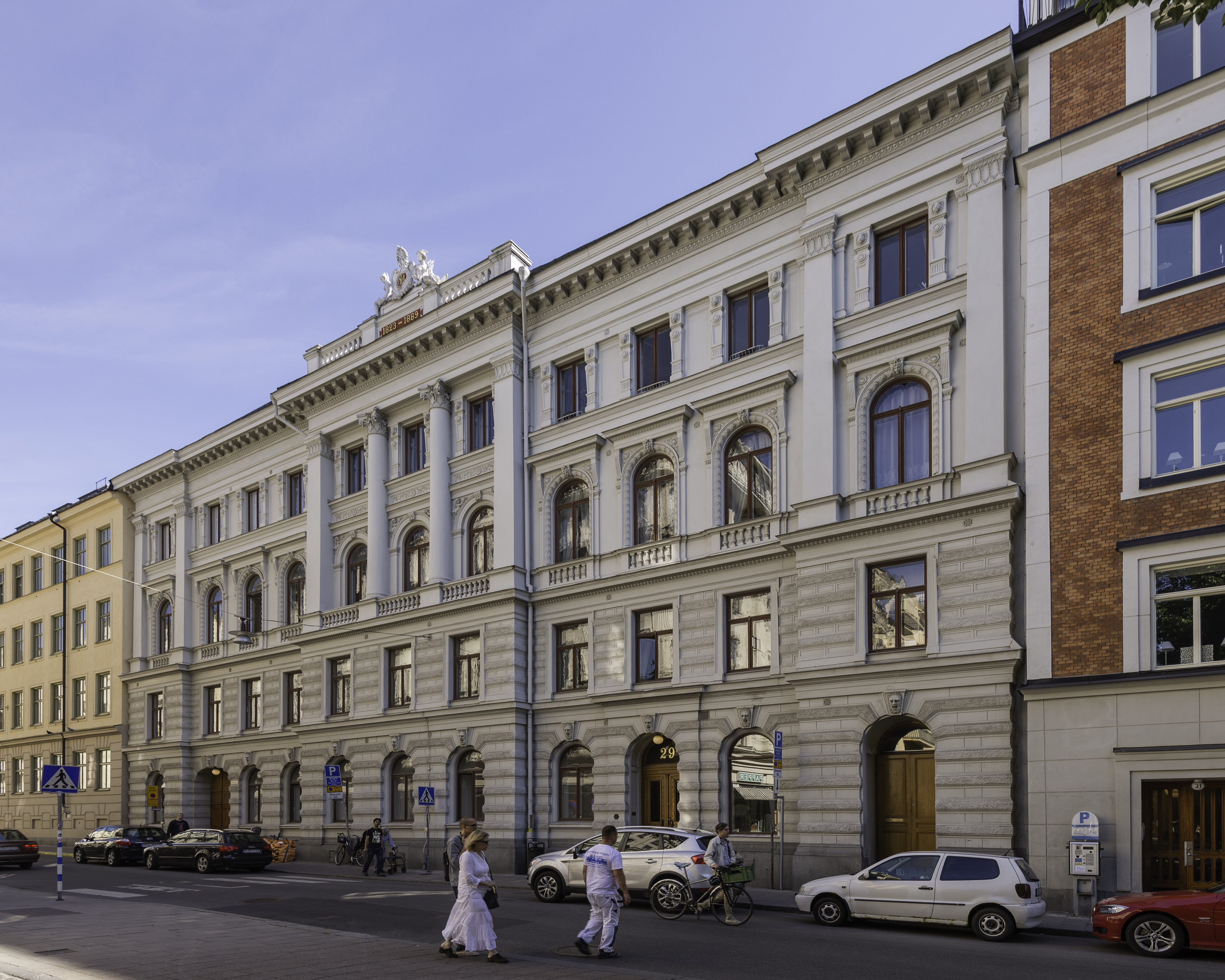
Monténska huset, 2015.